# Zizeeria otis
Zizeeria otis är en fjärilsart som beskrevs av Fabricius 1787. Zizeeria otis ingår i släktet Zizeeria och familjen juvelvingar. Inga underarter finns listade i Catalogue of Life.

## Bildgalleri

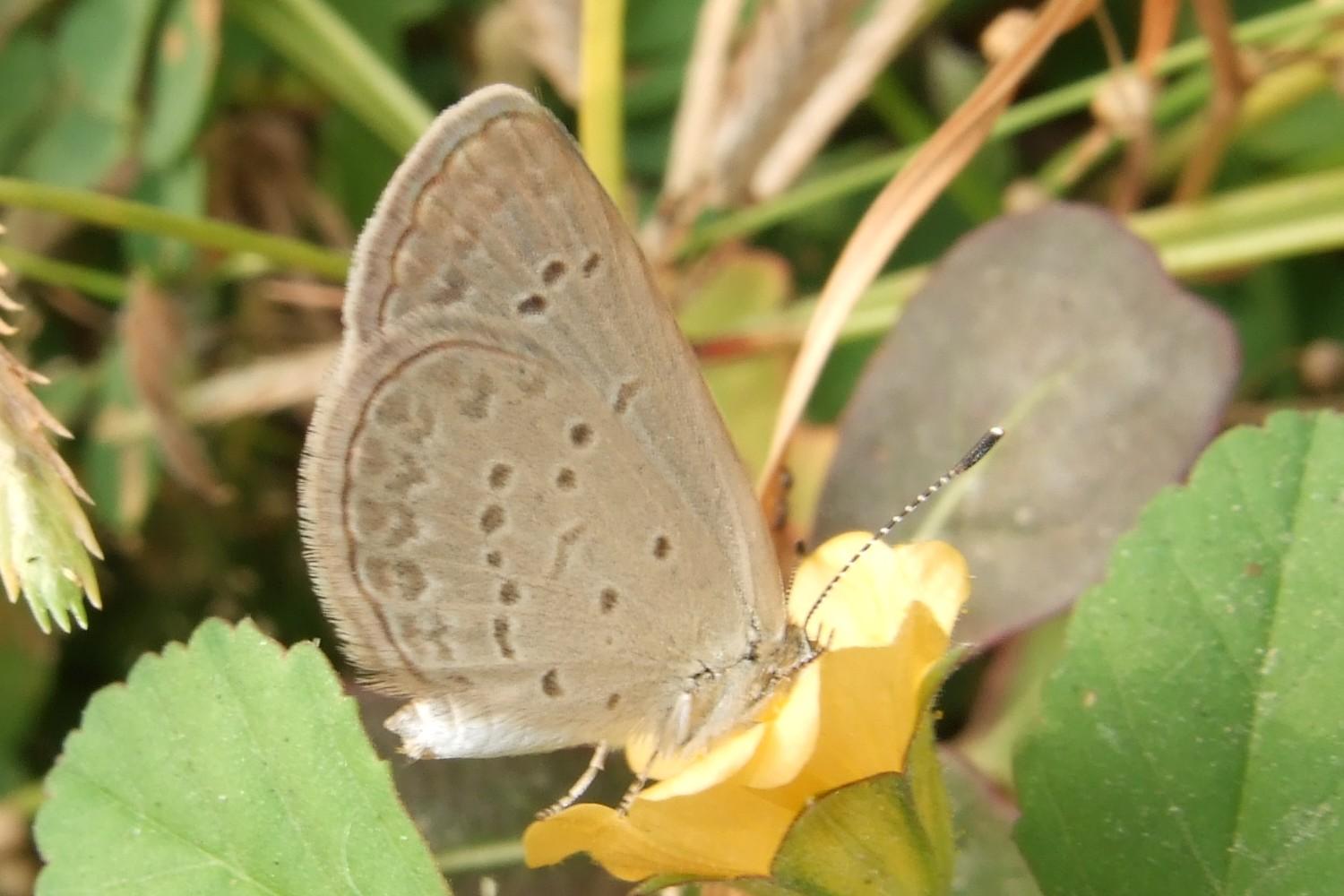
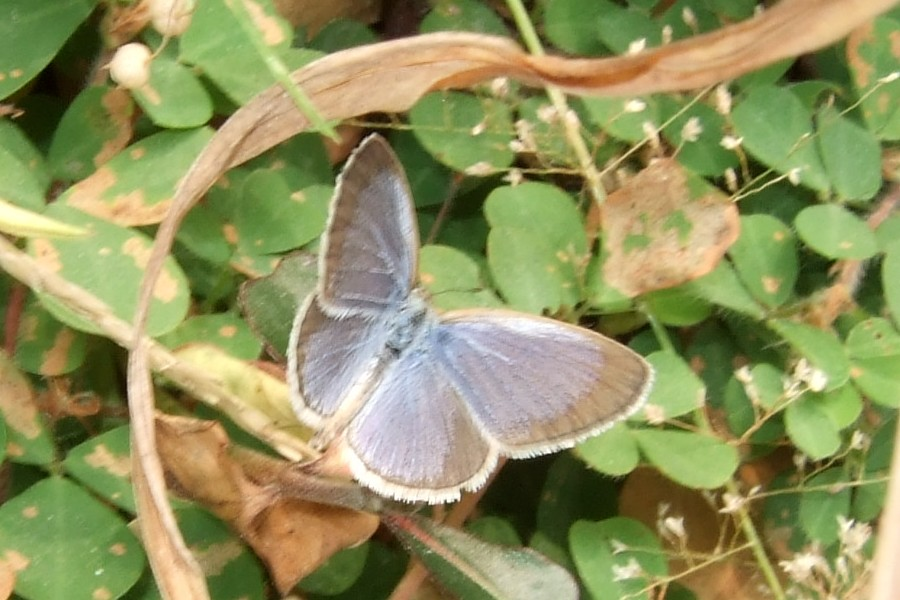
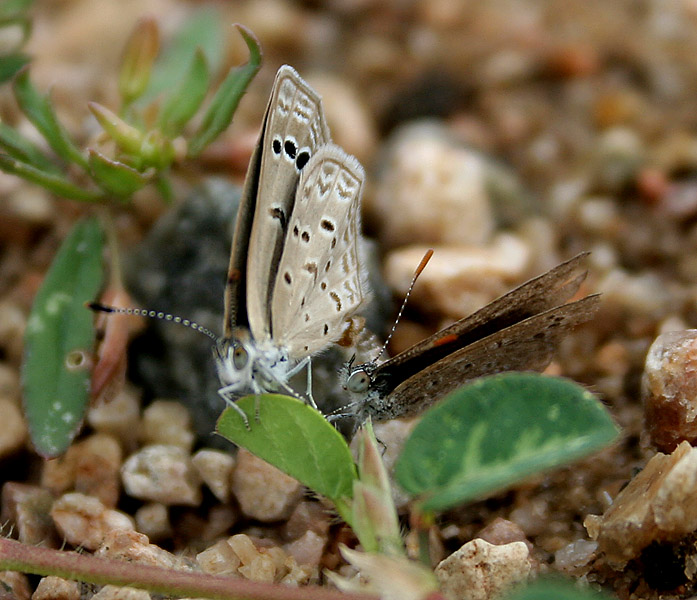
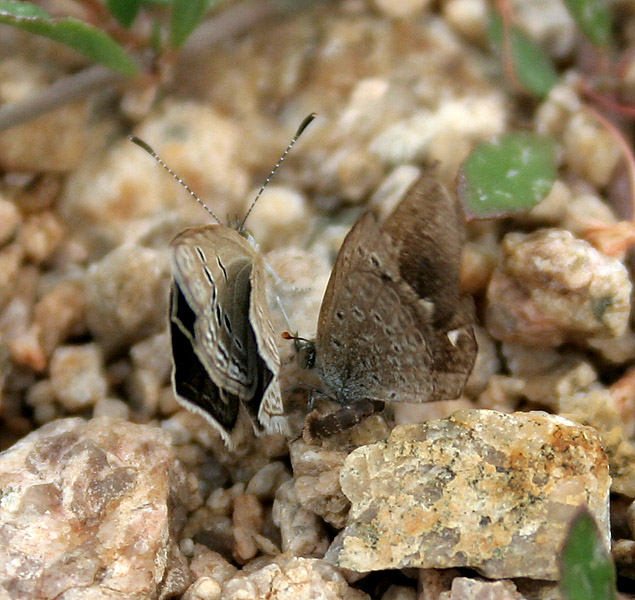
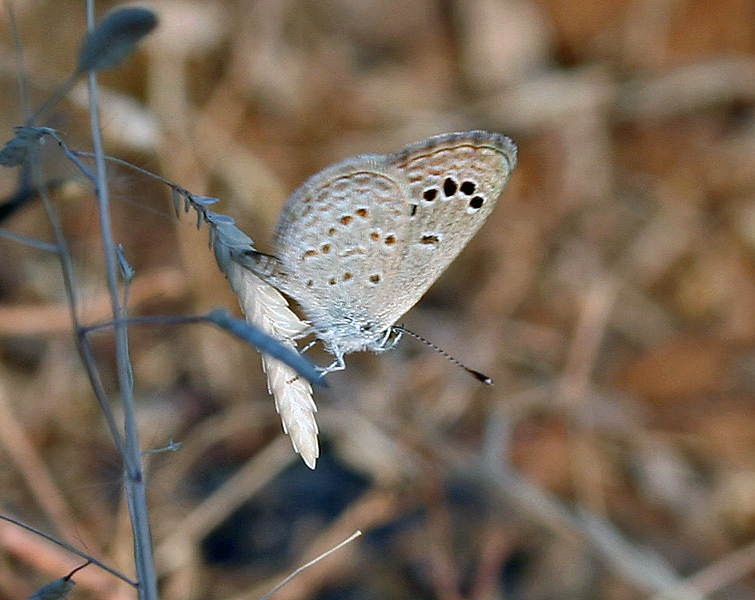
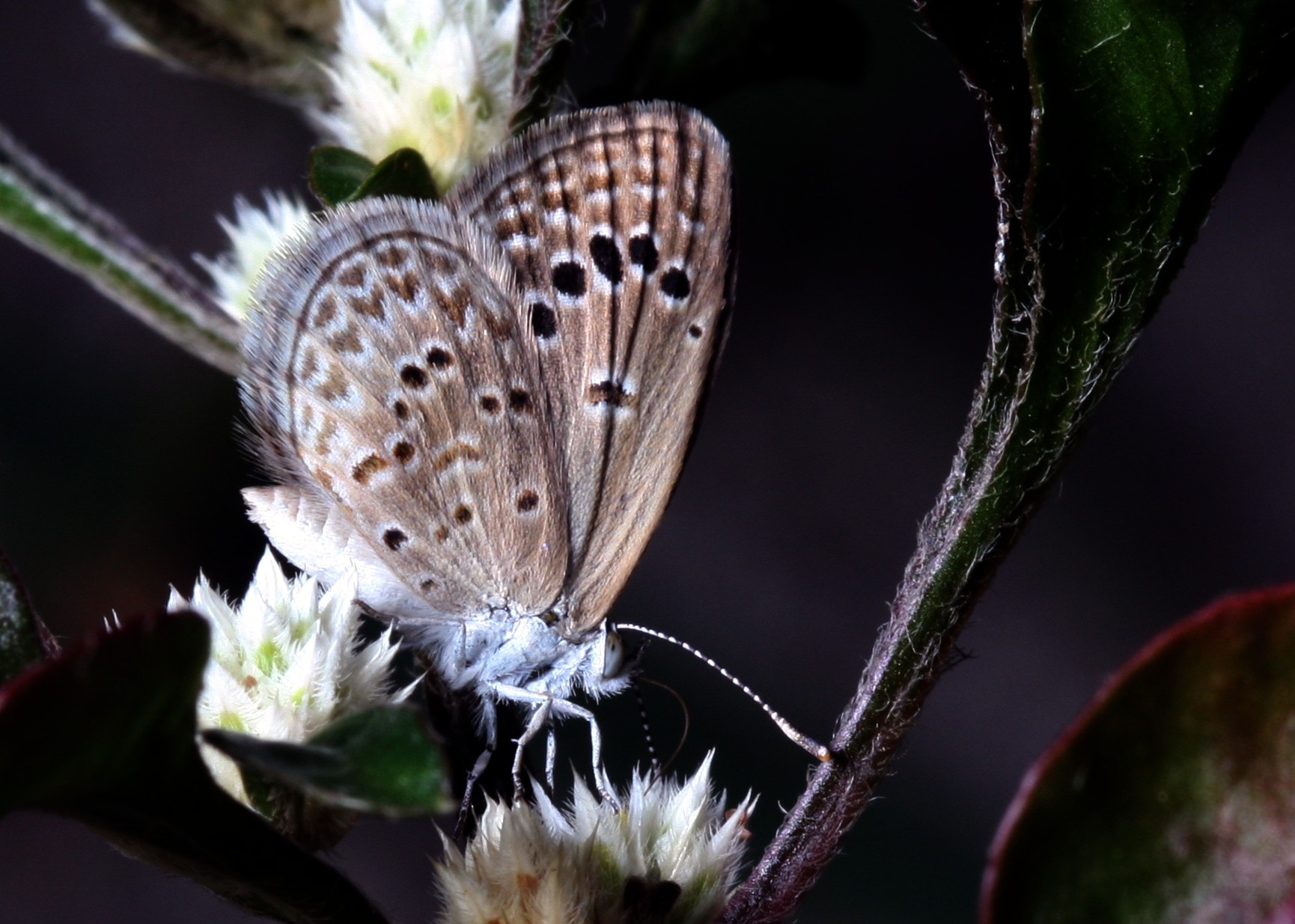